# Chiesa del Gesù (Ferrara)
Die Chiesa del Gesù ist eine römisch-katholische Pfarrkirche in der oberitalienischen Stadt Ferrara in der Emilia-Romagna. Sie befindet sich in der Via Borgo dei Leoni 56.

## Geschichte
Sie wurde 1570 nach einem Entwurf von Alberto Schiatti oder Giovanni Tristano für die Jesuiten gebaut. Nach der Aufhebung des Jesuitenordens im Jahr 1773 wurden die Kirche und das Kollegium den Somasker-Patern anvertraut. 1933 übertrug Erzbischof Ruggero Bovelli das Priorat von San Michele an die Chiesa del Gesù und der Name wurde in San Michele nel Gesù geändert. Im Zweiten Weltkrieg wurde die Kirche bei Bombenangriffen 1944 beschädigt. 1986 änderte die Pfarrei erneut ihren Namen von „San Michele nel Gesù“ in den heutigen Namen.

## Beschreibung

### Außen
Die strenge Fassade hat die für die Architektur von Ferrara typische Backsteinverkleidung.

### Innen
Die einschiffige Saalkirche enthält einige wertvolle Kunstwerke, wie die Verkündigung von Bastarolo (ca. 1585), die sich in der ersten Kapelle rechts befindet. In der zweiten und dritten Kapelle rechts befinden sich die beiden Altarbilder von Giuseppe Maria Crespi aus Bologna, das die Kommunion des heiligen Stanislaus Kostka in Anwesenheit des heiligen Ludwig Gonzaga (1727) und das Wunder des heiligen Franz Xaver (1729) darstellen.
Links vom Eingang steht die Skulpturengruppe aus polychromer Terrakotta aus dem 15. Jahrhundert von Guido Mazzoni, welche die Klage über den toten Christus darstellt und sich ursprünglich in der Kirche Santa Maria della Rosa befand (durch Bombenangriffe während des Zweiten Weltkriegs beschädigt und dann in den fünfziger Jahren abgerissen). Das Werk von Mazzoni, das im Ferrara-Dialekt auch unter dem Namen Pianzun d’la Rosa bekannt ist, wurde nach der Ferraraer Renaissance-Ausstellung 1933 an seinen heutigen Standort verlegt, der als prestigeträchtiger angesehen wurde.
In der ersten Kapelle links finden wir ein weiteres Werk von Bastarolo, dem segnenden Gottvater, das sich am Platz einer Kreuzigung befindet, die 1944 zerstört wurde. Die nächste Kapelle beherbergt ein Altarbild, das von Giuseppe Ghedini mit Jesuitenheiligen gemalt wurde: Wunder des San Francesco Borgia und San Francesco Regis (1758).
Hinter dem barocken Hochaltar aus Marmor befindet sich das Grabdenkmal der 1572 verstorbenen Herzogin Barbara von Österreich, Ehefrau von Alfonso II. d’Este. Das Werk wurde zwanzig Jahre nach ihrem Tod fertiggestellt und wird Francesco Casella nach einem Entwurf des Hofantiquars und Humanisten Pirro Ligorio zugeschrieben.
In der Kirche befinden sich auch Arbeiten des Barockmalers Giacomo Parolini.
Über dem Haupteingang befindet sich die Cantoria mit der 1976 von Gianni Ferraresi gebauten Orgel (Opus VII) mit elektrischer Transmission und 25 Registern.

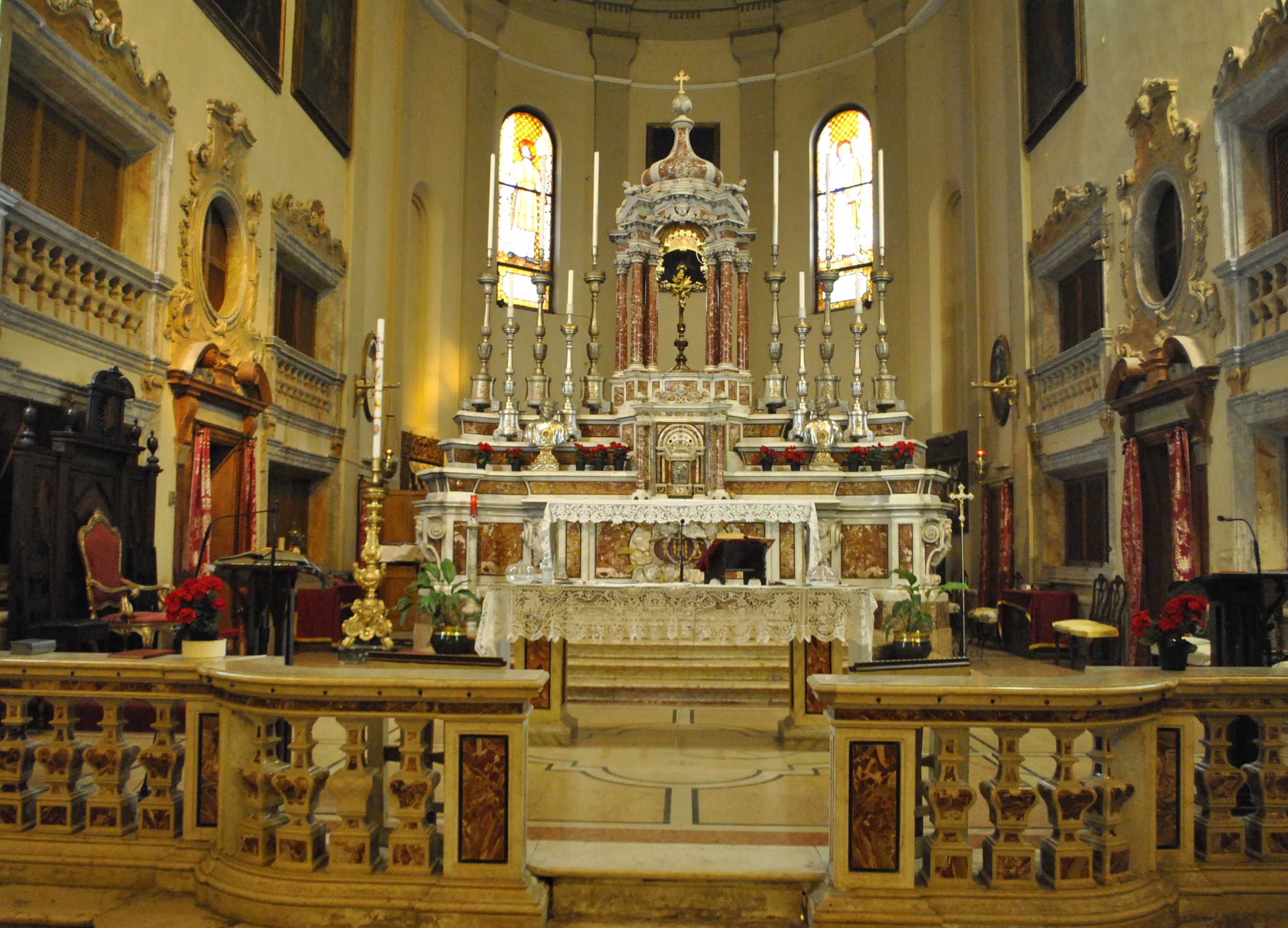
Barocke Hochaltar
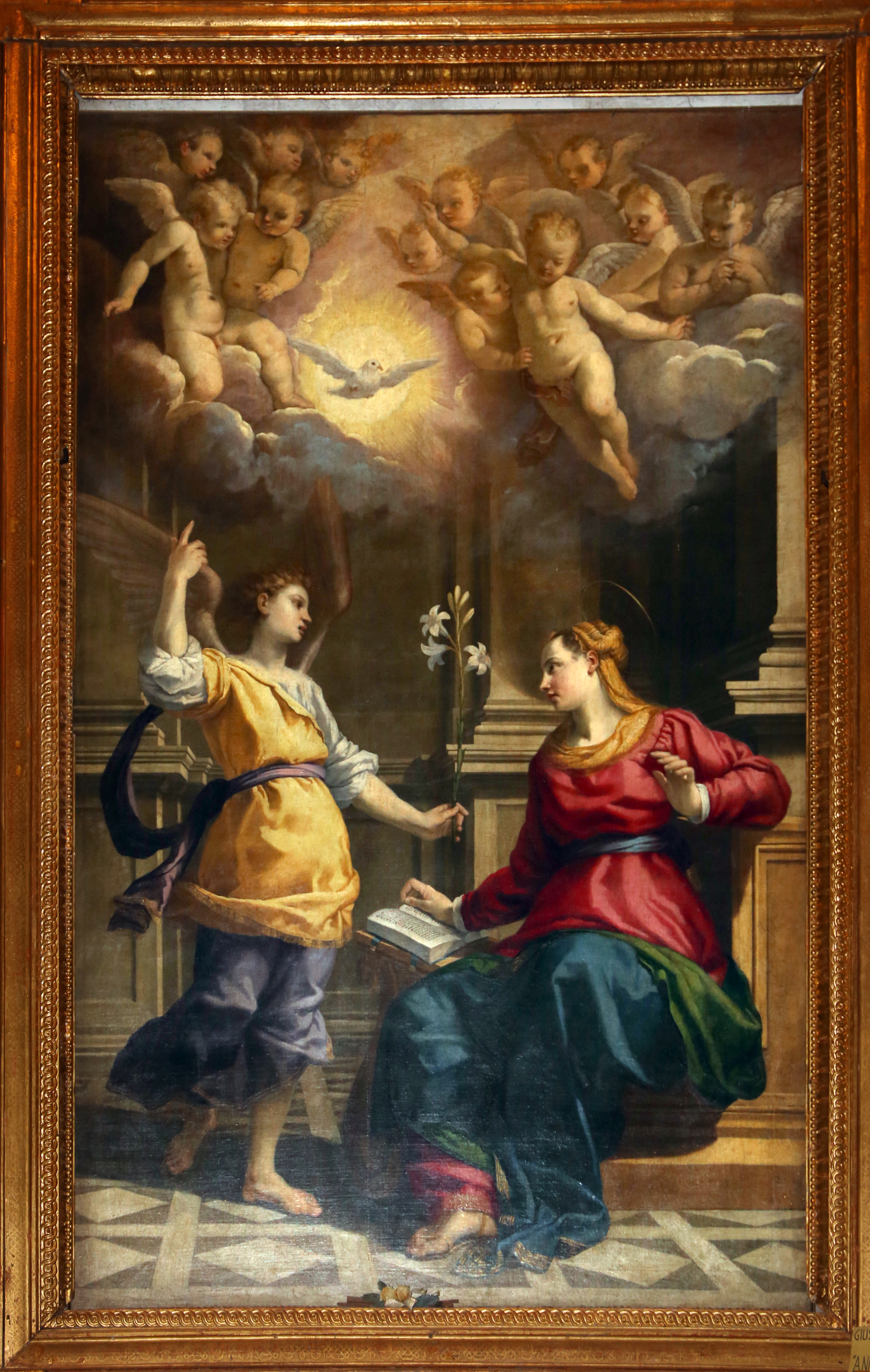
Die Verkündung von Bastarolo
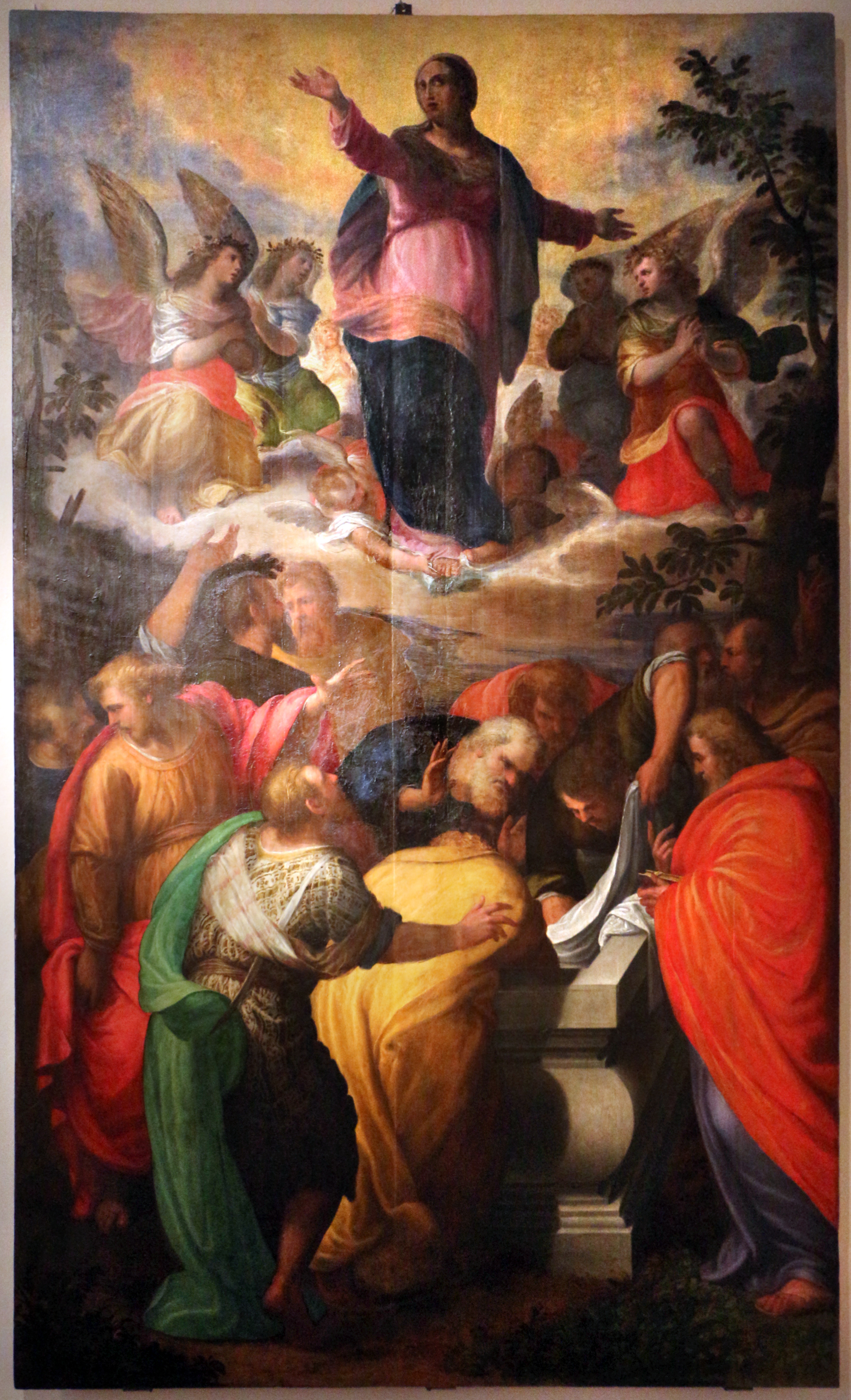
Himmelfahrt Mariens von Leonardo Brescia
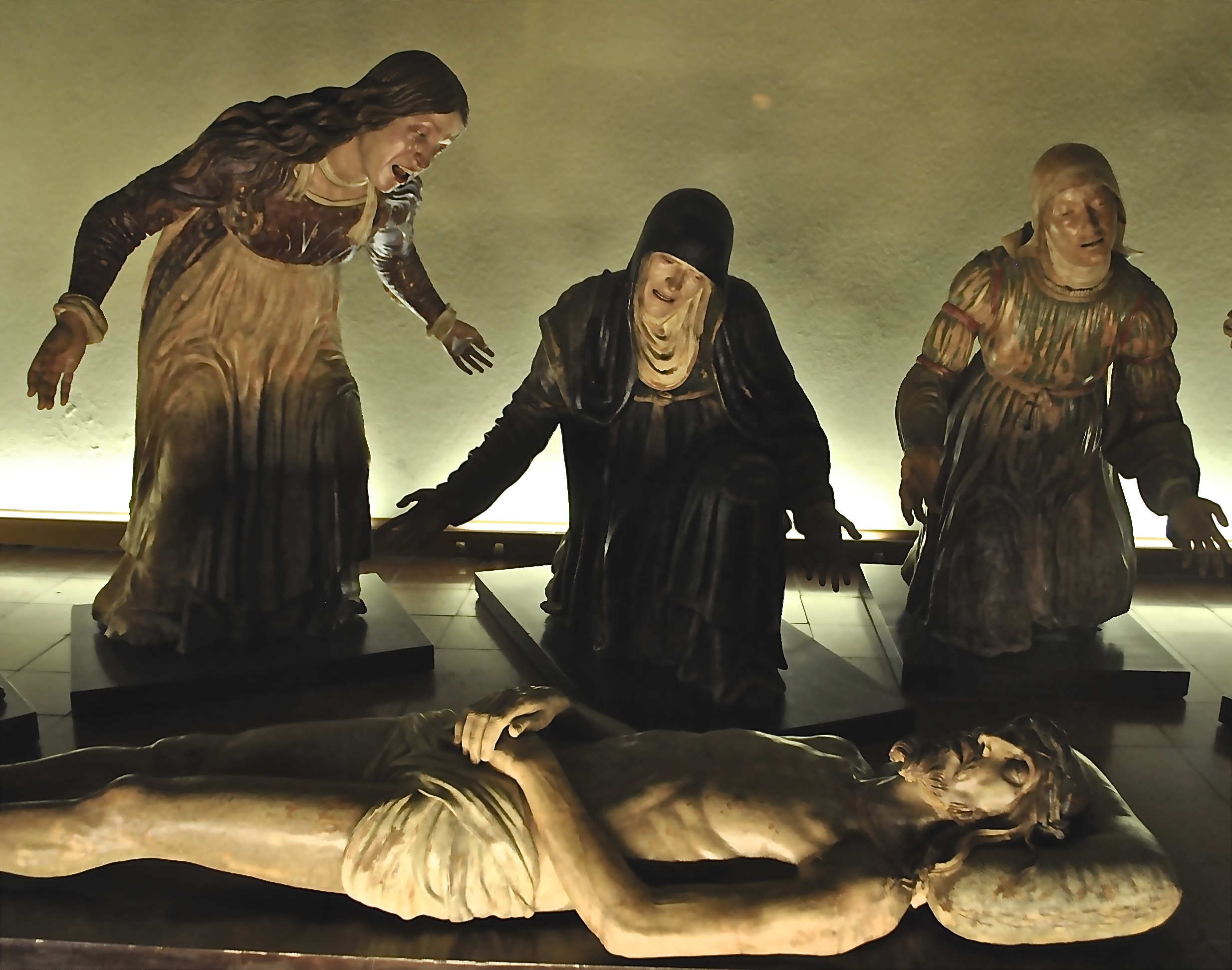
Guido Mazzoni, Trauer um den toten Christus
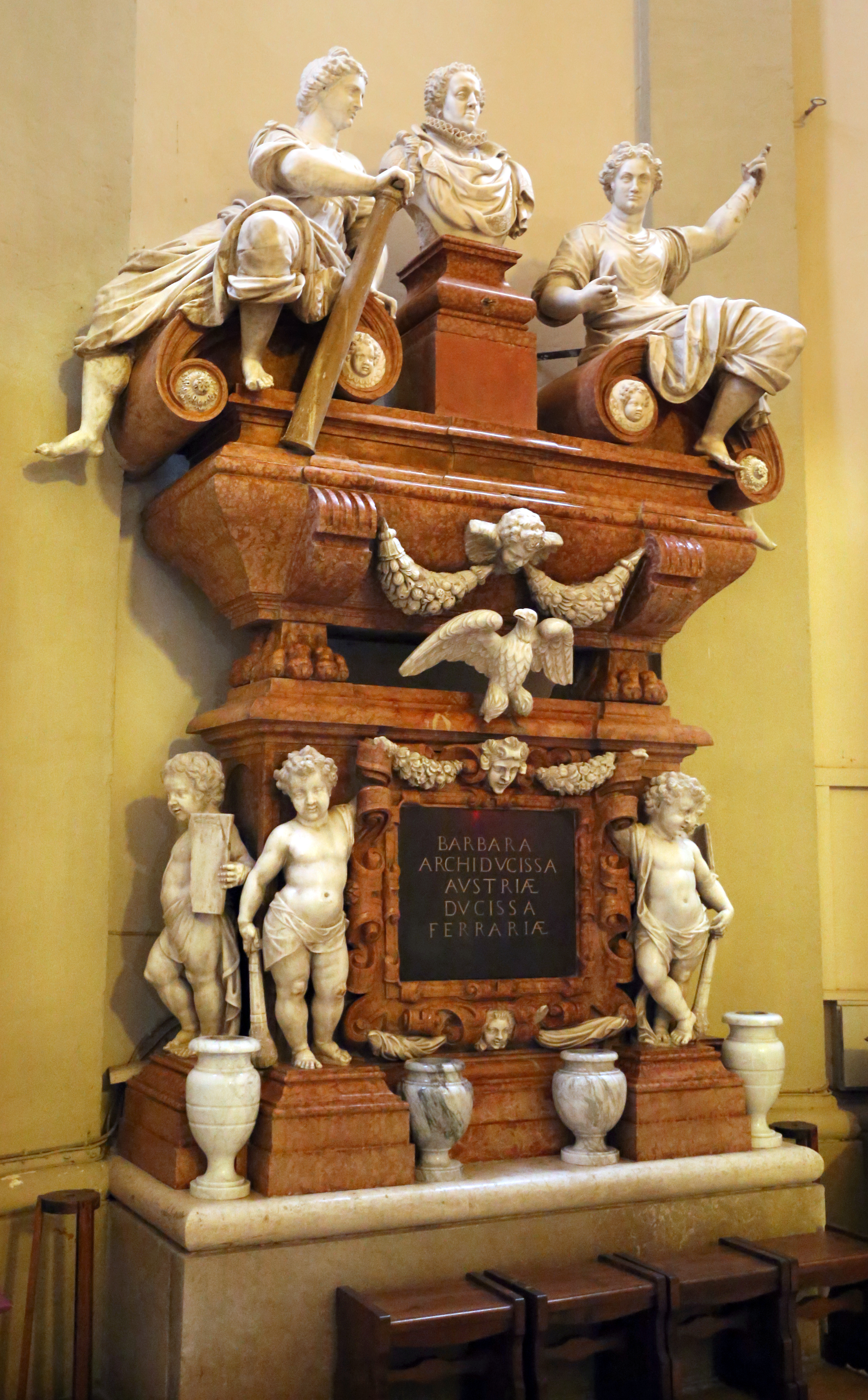
Grab von Barbara von Österreich